# اوز سانچز
اوز سانچز (انگلیسی: Oz Sanchez; دسامبر ۱۹۷۵ (۴۹ سال) – ) دوچرخه‌سوار اهل ایالات متحده آمریکا بود.